# うしかい座
うしかい座（うしかいざ、牛飼い座、Boötes）は、トレミーの48星座の1つ。日本では春から初夏にかけて見ることができる。
α星は、全天21の1等星の1つであり、アルクトゥールス（アークトゥルス）と呼ばれる。アルクトゥールスと、おとめ座のα星スピカ、しし座のβ星デネボラ（またはしし座α星レグルス）で、春の大三角と呼ばれるアステリズムを形成する。

## 主な天体

### 恒星
1等星が1つ（α星）、2等星が1つ（ε星）ある。
以下の恒星には、国際天文学連合によって正式な固有名が定められている。
- α星：うしかい座で最も明るい恒星で、全天21の1等星の1つ[7]。見かけの等級-0.05等の橙色巨星[7]。アルクトゥールス[8]（Arcturus[9]）という固有名を持つ。
- β星：4等星[10]。「ネッカル[8](Nekkar[9])」という固有名を持つ。
- γ星：3等星[11]。Aa星は「セギヌス[8](Seginus[9])」という固有名を持つ。
- ε星：うしかい座で2番目に明るい恒星で、2等星[12]と5等星[13]との連星[14]。ε星Aには「イザール[8](Izar[9])」という固有名が正式に付けられている[9]。美しい二重星で、ラテン語で「最も美しいもの」を意味する「プルケリマ」という名前で呼ばれることもあった[15]。
- η星：3等星[16]。Aa星は「ムフリド[8](Muphrid[9])」という固有名を持つ。
- λ星：4等星[17]。「シュエングァ[8]（玄戈、Xuange[9]）」という固有名を持つ。
- μ星：4等星[18]と7等星の連星。μAa星は「アルカルロプス[8] (Alkalurops[9])」という固有名を持つ。
- 38番星：6等星[19]。「メルガ[8](Merga[9])」という固有名を持つ。
- HD 131496：国際天文学連合の100周年記念行事「IAU100 NameExoworlds」でアンドラに命名権が与えられ、主星はArcalís、太陽系外惑星はMadriuと命名された[20]。
- HD 136418：国際天文学連合の100周年記念行事「IAU100 NameExoworlds」でカナダに命名権が与えられ、主星はNikawiy、太陽系外惑星はAwasisと命名された[20]。

その他、以下の恒星が知られている。
- δ星：黄色巨星。
- ζ星：連星。
- θ星：F型主系列星。
- ξ星：連星で主星はりゅう座BY型変光星。
- ρ星：巨星。
- σ星：変光星。
- τ星：ε星同様実視連星であり、主星の周りを公転する惑星が1つ発見されている。
- BL星：古典的セファイドとII型セファイドの中間的な特徴を持つ、うしかい座BL型変光星のプロトタイプ。

### その他
- GRB 080319B：肉眼で見えた唯一のガンマ線バーストで、肉眼で見ることの出来た最も遠い天体。
- SCP 06F6：観測史上最も明るい天文現象の1つだが、正体が良くわかっていない。
- 四つ葉のクローバークエーサー：重力レンズ効果で像が4つに分裂しているクエーサー。
- うしかい座ボイド：1981年に発見された直径3億3000万 光年の超空洞。

## 由来と歴史

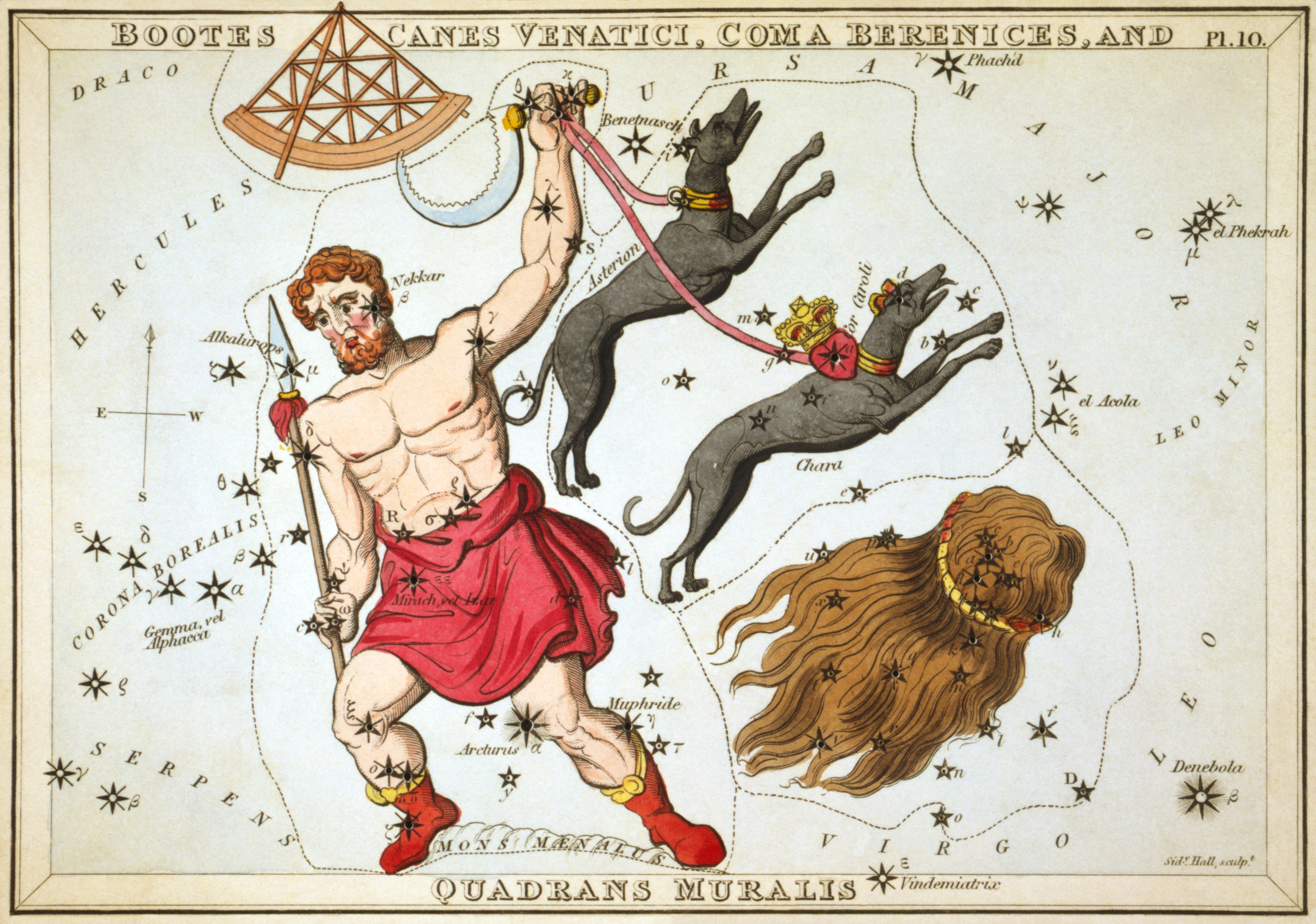
19世紀のイギリスで販売された星座カード『ウラニアの鏡』に描かれたうしかい座。横にはりょうけん座とかみのけ座、頭上に壁面四分儀座、足元にマエナルス山座が描かれている。

星座名の Boötes は、ホメロスが『オデュッセイア』の中で航海の目印として Boötes の名を用いたのが初出である。元は、ギリシア語の Βοώτης を音訳したもので、動物を追いやる大きな声に関連して「騒がしい」を意味する言葉であったとされる。また「Βους（牛）を ωθειν（動かす）」に由来するともされ、実際におおぐま座が牛に牽かれた車として描かれた図が残っている。また、Ἀρκτοφύλαξ とも呼ばれており、これは「熊を監視する者」や「熊を守る者」などさまざまに訳され、現在は1等星のアークトゥルスにその名前を残している。アラートスはこの名前を用いて、熊を引き連れて天の北極の周りを巡る人物としている。

## 神話
この星座に描かれた人物が誰かについては諸説ある。ヘレニズム期、紀元前3世紀のギリシャ人学者エラトステネースは著書『カタステリスモイ』の中で、アルカディアの王リュカーオーンの娘カリストーとゼウスの間に生まれたアルカスであるとした。この物語を採る場合、すぐ隣のおおぐま座はアルカスの母で熊に変えられたカリストーとされる。
また紀元前1世紀の著述家ヒュギーヌスは、ディオニューソスからブドウとブドウ酒の製法を教わったアッティカの王イーカリオスであるとしている。ドイツの古典文献学者で古典ギリシャ語文献に詳しいヴォウルフガンク・シャーデヴァルトは、デーメーテールに見初められ、はじめて穀物の種まきをした人間イーアシオーンであるとしている。この場合、牛に犂もしくは穀物車を牽かせており、おおぐま座は熊ではなく車と理解される。野尻抱影は、ギリシア神話で天を支える巨人とされるアトラースであるとする説を紹介しているが、これは19世紀末にリチャード・ヒンクリー・アレンが著書『Star Names: Their Lore and Meaning』で唱えたことに始まる説で、ギリシャ・ローマ時代の文献には登場しない。
後に天文学者たちはこの人物に2匹の犬（りょうけん座）を結び付けているが、ギリシア神話や古代ギリシアの星図とは全く関係がない。

## 呼称と方言
英語では Boötes と綴られる。2番目の "o" の上に見られる "¨" はドイツ語に見られるウムラウト記号ではなく「トレマ (tréma)」や「ダイエリシス (diaeresis)」と呼ばれる分音記号である。母音を表す文字が連続して表記された際にこの記号が付加されていると、それぞれの母音を単音として発音することを示す。もし分音符がない Bootes であれば [bú:ti:z]（ブーティーズ）という発音になるが、うしかい座の場合はBoötes と綴るため oの単音を連続して発音する[bouóuti:z]（ボウオウティーズ）と発音されることとなる。
日本では呼称が定まるまで時間を要した。1879年（明治12年）にノーマン・ロッキャーの著書『Elements of Astronomy』を訳した『洛氏天文学』が刊行された際は、訳語が充てられず「ブーテス」という読みだけが示されていた。その後は「牧夫」という訳語が充てられるようになり、1908年（明治41年）4月に刊行された日本天文学会の会誌『天文月報』の創刊号でも「牧夫」とした星図が掲載されている。その後、日本天文学会では『天文月報』1923年1月号から星座の日本語表記を一部改めた。Boötes に対してはこれに先んじて1922年11月号から「牛飼」が使用されている。1925年に初版が刊行された『理科年表』も日本天文学会の改訂に倣って「牛飼（うしかい）」の表記を継続して使用している。これに対して山本一清ら関西の東亜天文学会系の研究者は反発して「牧夫」の名称を使い続けた。このため、日本語での表記の統一は、1957年から1960年にかけて学術用語として「うしかい座」と正式に定められた昭和30年代まで遅れることとなった。